# Sint-Victorkerk (Obdam)
De Sint-Victorkerk is een rooms-katholieke kerk in Obdam.

## Geschiedenis
De huidige kerk werd tussen 1891 en 1892 gebouwd ter vervanging van een kleinere gelijknamige kerk die aan de overzijde van de straat stond. Architect Adrianus Bleijs ontwierp een driebeukige neoromaanse kruisbasiliek. De Sint-Victor werd op 25 juli 1892 door bisschop Bottemanne ingewijd.
De beide klokken en het doopvont werden uit de oudere kerk meegenomen. De klokken werden in de Tweede Wereldoorlog door de Duitsers gevorderd, maar een van de klokken kon na de oorlog worden teruggeplaatst. De tweede klok ging verloren en werd vervangen. In de kerk hangen kruiswegstaties in reliëf van kunstenaar E.van Ternelmont uit 1910. In de apsis van het priesterkoor zijn zeven grote schilderingen gemaakt, waarvan er vijf een scène uit het Oude Testament uitbeelden, een de heilige drie-eenheid en een Maria met het kind Jezus, geflankeerd door twee engelen.
De kerk is ongeveer 40 meter lang en 16,30 meter breed. Achter in de kerk is een verlengde apsis van 4 meter lang met een diameter van 7,5 meter. De inwendige hoogte tot aan het plafond met kruisgewelfen is 13 meter ter hoogte van het middenschip. De toren is 45 meter hoog. De kerk heeft 400 zitplaatsen, die met kerstmis kunnen worden uitgebreid tot 600. Ter gelegenheid van een parochiebedevaart naar Lourdes werd in 2006 bij de kerk een nieuwe kapel gebouwd ter ere van Maria.
De Sint-Victorkerk werd bij een verkiezing van het Noordhollands Dagblad in 2008 tot mooiste kerk van Noord-Holland gekozen. In 2009 dong de kerk mee naar de titel "De Mooiste Kerk van Nederland" bij een verkiezing van de NCRV, maar won niet. De kerk wordt tot op heden gebruikt door de Sint-Victorparochie.

## Oranjemis
Op de dag van de finale van het wereldkampioenschap voetbal 2010 werd in de Sint-Victorkerk een mis gevierd die in het teken stond van de wedstrijd. De mis werd later bekend als de Oranjemis. Pastoor Paul Vlaar was gekleed in een oranje kazuifel, er stond een goal op het altaar en de mis werd voorafgegaan door een fluitsignaal en aftrap. Na afloop van de mis werd een voetballied gezongen. Vlaar werd na internationale media-aandacht door bisschop Jos Punt van het bisdom Haarlem-Amsterdam geschorst.

## Afbeeldingen

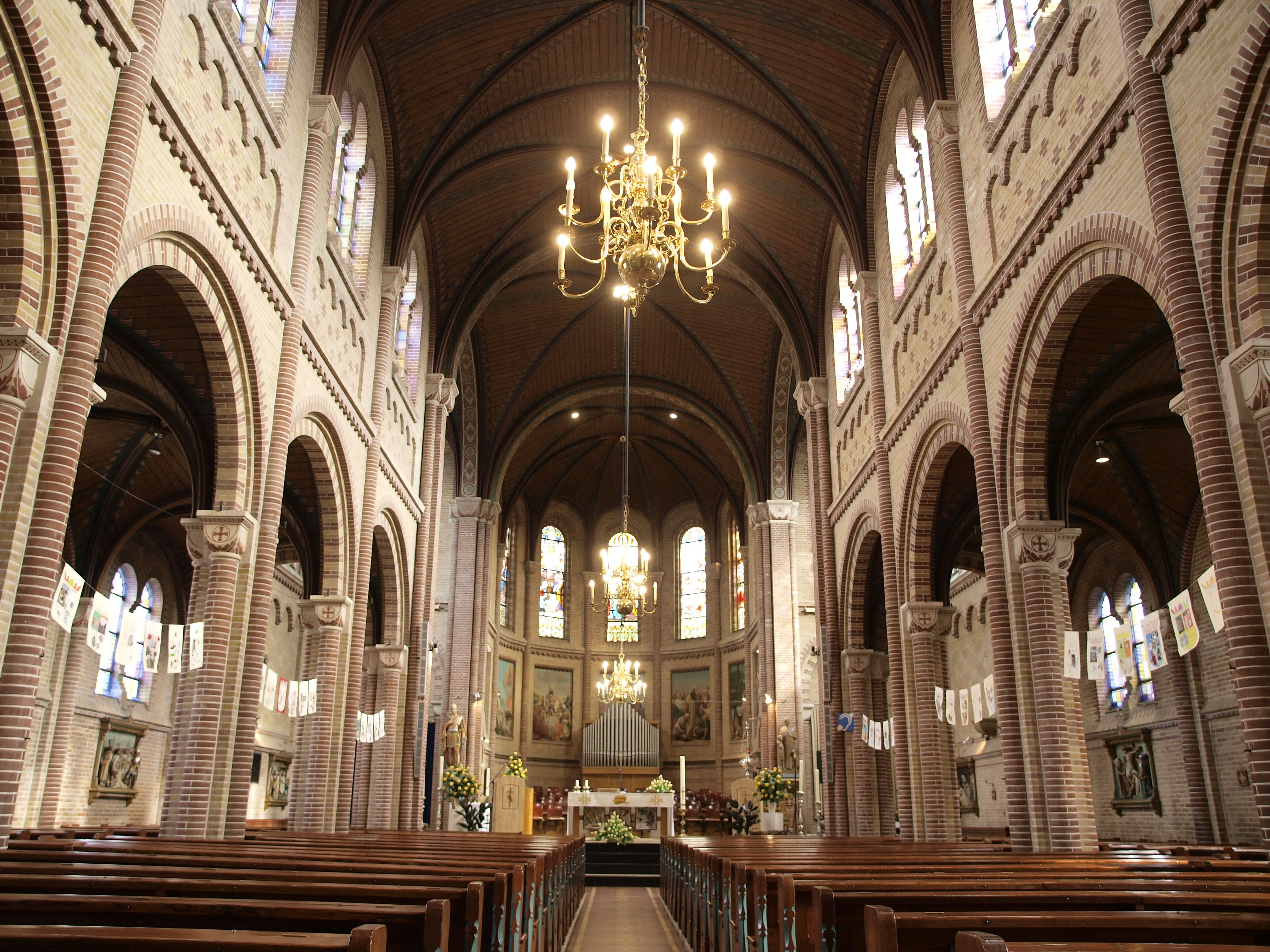
Interieur van de kerk
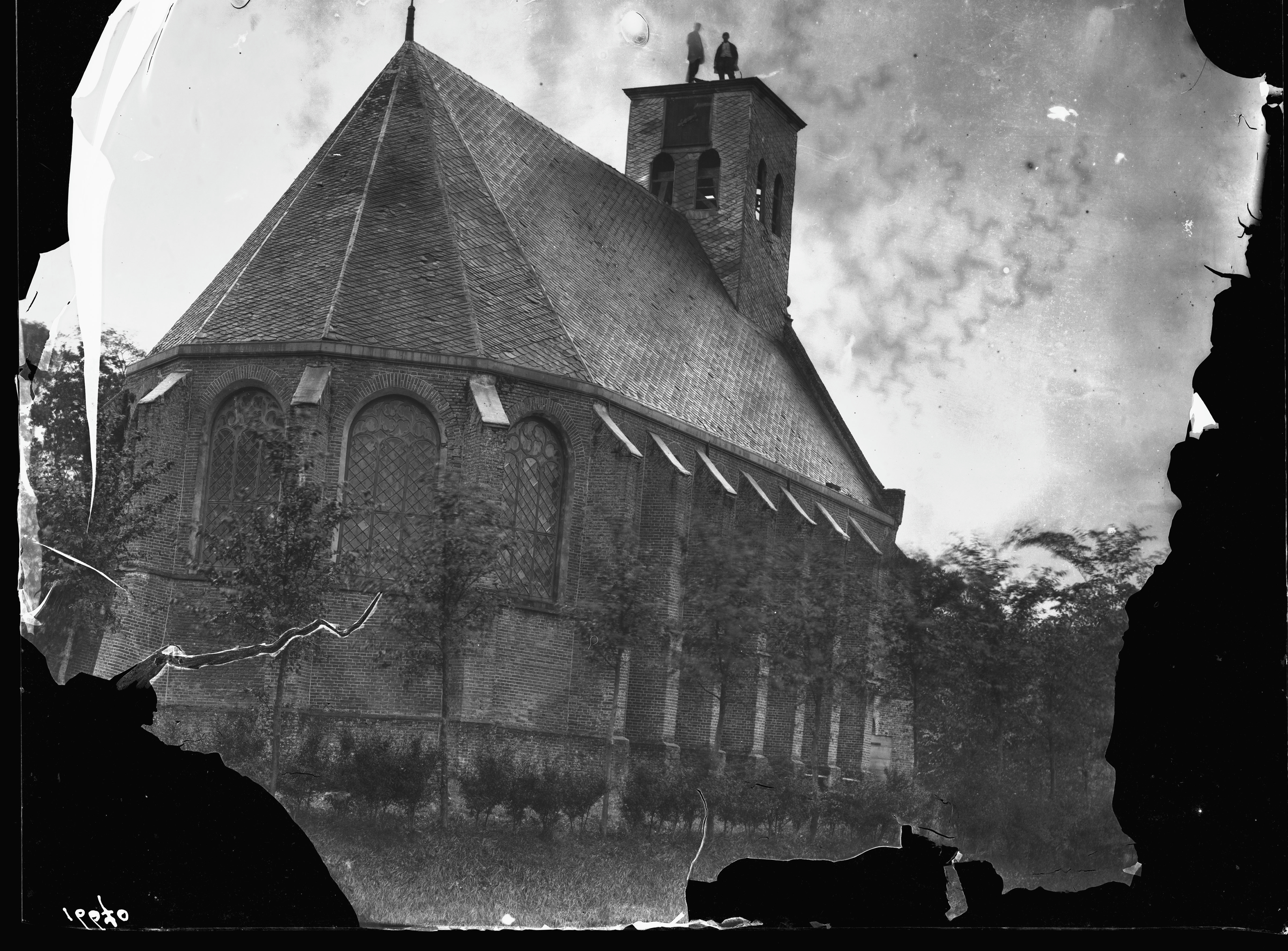
De voorloper van de kerk
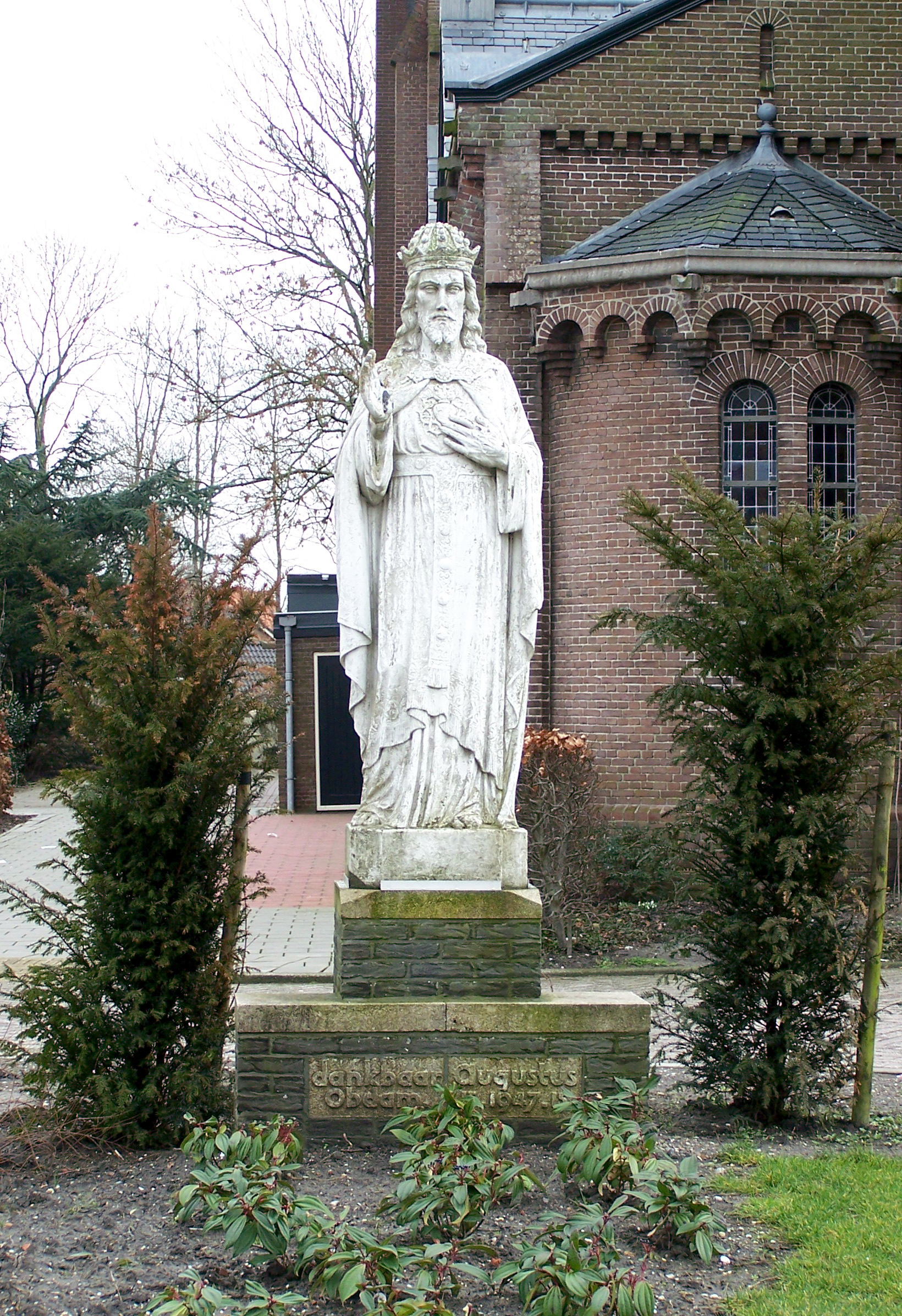
Heilig Hartbeeld voor de kerk. Geplaatst in 1947 en gemaakt in het atelier van Johannes Petrus Maas.

## Referentie
- Sintvictorparochie.nl - Geschiedenis
- NCRV.nl - Plaza, verkiezing "De Mooiste Kerk van Nederland"